# Burg Šelmberk (Okres Tábor)
Die Burg Šelmberk (deutsch: Schellenberg) ist die Ruine einer Felsenburg auf 488 m ü. NN in der Gemeinde Běleč u Mladé Vožice im Okres Tábor im Jihočeský kraj in Tschechien. Sie liegt auf einem Felsvorsprung über dem Tal der Blanice, rund zwei Kilometer nordöstlich von Mladá Vožice.

## Geschichte
Die Gründung durch das auf der Feste Buzice sitzende Adelsgeschlecht derer von Busitz, die sich später als Herren von Šelmberk bezeichneten, wird auf den Anfang des 14. Jahrhunderts (1318) datiert. Im 16. Jahrhundert erfolgte ein Ausbau im Renaissancestil. 1586 ging die Burg an Michal Španovský von Lišov über. Im 17. Jahrhundert verfiel die Burg.

## Anlage

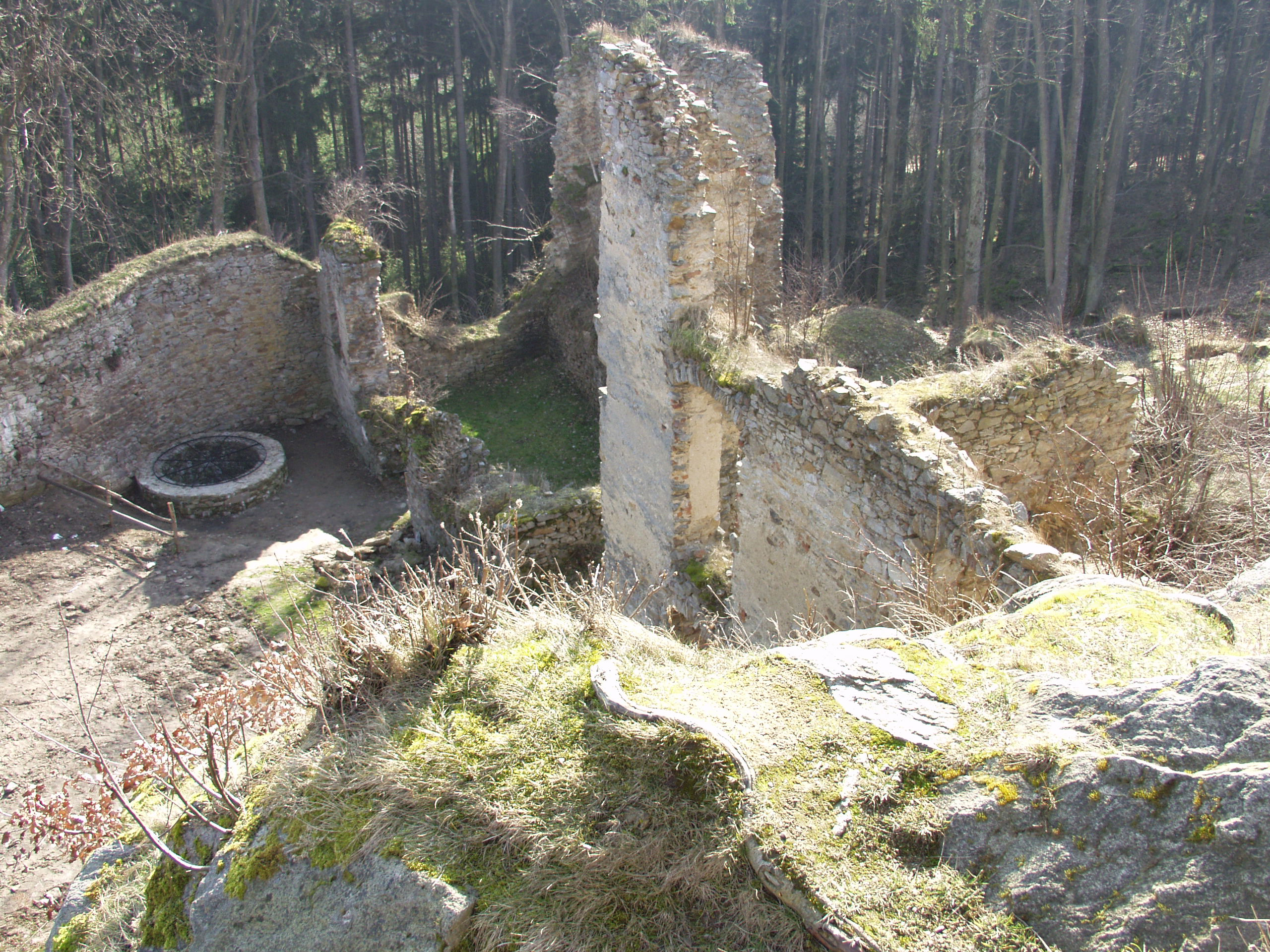
Ruinen des Palas

Gut erhalten ist der 26 m hohe zinnengekrönte Wehrturm am westlichen Rand des Felsvorsprungs, der 1783 als Aussichtsturm ausgebaut wurde. Vom Palas sind Ruinen erhalten. Im Osten der Anlage befindet sich ein neueres Gebäude.
Die Anlage wird vom Projekt Centrum Šelmberk genutzt.
Die Burgruine, insbesondere der Turm, war Kulisse im Film Rapunzel und die Rückkehr der Falken.